# Andrea Petković
Andrea Petković (Tuzla, Joegoslavië (tegenwoordig Bosnië en Herzegovina), 9 september 1987) is een Duits professioneel tennisspeelster met Servische ouders. Ze verhuisde op de leeftijd van zes maanden met haar ouders uit Tuzla naar Duitsland en nam in 2001 de Duitse nationaliteit aan.

## Loopbaan
Petković leerde op zesjarige leeftijd tennis van haar Servische vader Zoran Petković, vroeger Joegoslavisch Davis Cup-speler, die destijds ook trainer was op een tennisclub in Darmstadt. In 2006 trad ze aan in het professionele circuit. Sindsdien heeft ze zeven WTA-toernooien en negen ITF-toernooien in het enkelspel gewonnen – in het dubbelspel kon zij tot 2021 alleen drie ITF-titels bemachtigen.
In 2014 won Petković de kampioenstitel op het B-niveau van het eindejaarskampioenschap.
In oktober 2021 won Petković haar eerste WTA-dubbelspeltitel, op het WTA 500-toernooi van Chicago samen met de Tsjechische Květa Peschke.
In de periode 2007–2019 maakte Petković deel uit van het Duitse Fed Cup-team – zij behaalde daar een winst/verlies-balans van 15–13. Haar beste resultaat op de grandslamtoernooien is het bereiken van de halve finale, op Roland Garros 2014. Haar hoogste notering op de WTA-ranglijst is de negende plaats, die zij bereikte in oktober 2011.

## Buiten de baan
In november 2017 tourde Petković met de Indie-band Tennis door New Mexico, Arizona en Californië. Zij maakte foto's en schreef haar mijmeringen op, die in 2018 werden gepubliceerd door het blad Racquet Magazine in een essay getiteld Tennis vs Tennis. In 2019 werd dit essay door Longreads beoordeeld met een "Notable Mention in Best American Sports Writing 2019."
Sinds 1 december 2019 presenteert ze het ZDF-programma Sportreportage, dat op de zondagnamiddag wordt uitgezonden.

## Posities op deWTA-ranglijst
Positie per einde seizoen:
| jaar | rang enkelspel | rang dubbelspel |
| ---- | -------------- | --------------- |
| 2004 | 416            | –               |
| 2005 | 338            | 494             |
| 2006 | 238            | –               |
| 2007 | 100            | 412             |
| 2008 | 315            | 235             |
| 2009 | 56             | 84              |
| 2010 | 32             | 241             |
| 2011 | 10             | 85              |
| 2012 | 143            | 230             |
| 2013 | 39             | 113             |
| 2014 | 14             | 49              |
| 2015 | 24             | 147             |
| 2016 | 56             | 97              |
| 2017 | 97             | 80              |
| 2018 | 64             | 280             |
| 2019 | 79             | 292             |
| 2020 | 102            | 317             |

## Palmares
| Legenda                 |
| ----------------------- |
| Grandslamtoernooi       |
| Olympische Spelen       |
| Year-End Championships  |
| Premier Mandatory       |
| Premier Five / WTA 1000 |
| Premier / WTA 500       |
| International / WTA 250 |
| Challenger / WTA 125    |

### WTA-finaleplaatsen enkelspel
| nr.              | finale     | toernooi                | ondergrond | tegenstandster       | score          |         |
| ---------------- | ---------- | ----------------------- | ---------- | -------------------- | -------------- | ------- |
| gewonnen finales |            |                         |            |                      |                |         |
| 1.               | 2009-07-26 | WTA Bad Gastein         | gravel     | Ioana Raluca Olaru   | 6-2, 6-3       | details |
| 2.               | 2011-05-21 | WTA Straatsburg         | gravel     | Marion Bartoli       | 6-4, 1-0, opg. | details |
| 3.               | 2014-04-06 | WTA Charleston          | gravel     | Jana Čepelová        | 7-5, 6-2       | details |
| 4.               | 2014-07-13 | WTA Bad Gastein         | gravel     | Shelby Rogers        | 6-3, 6-3       | details |
| 5.               | 2014-11-02 | Tournament of Champions | hardcourt  | Flavia Pennetta      | 1-6, 6-4, 6-3  | details |
| 6.               | 2015-02-15 | WTA Antwerpen           | hardcourt  | Carla Suárez Navarro | walk-over      | details |
| 7.               | 2021-08-08 | WTA Cluj-Napoca         | gravel     | Mayar Sherif         | 6-1, 6-1       | details |
| verloren finales |            |                         |            |                      |                |         |
| 1.               | 2010-06-19 | WTA Rosmalen            | gras       | Justine Henin        | 6-3, 3-6, 4-6  | details |
| 2.               | 2011-01-08 | WTA Brisbane            | hardcourt  | Petra Kvitová        | 1-6, 3-6       | details |
| 3.               | 2011-10-09 | WTA Peking              | hardcourt  | Agnieszka Radwańska  | 5-7, 6-0, 4-6  | details |
| 4.               | 2013-06-10 | WTA Neurenberg          | gravel     | Simona Halep         | 3-6, 3-6       | details |
| 5.               | 2013-08-04 | WTA Washington          | hardcourt  | Magdaléna Rybáriková | 4-6, 7-6       | details |
| 6.               | 2021-07-11 | WTA Hamburg             | gravel     | Elena Gabriela Ruse  | 6-7, 4-6       | details |

### WTA-finaleplaatsen dubbelspel
| nr.              | finale     | toernooi        | ondergrond | partner          | tegenstandsters                   | score    |         |
| ---------------- | ---------- | --------------- | ---------- | ---------------- | --------------------------------- | -------- | ------- |
| gewonnen finales |            |                 |            |                  |                                   |          |         |
| 1.               | 2021-10-03 | WTA Chicago     | hardcourt  | Květa Peschke    | Caroline Dolehide Coco Vandeweghe | 6-3, 6-1 | details |
| verloren finales |            |                 |            |                  |                                   |          |         |
| 1.               | 2009-07-26 | WTA Bad Gastein | gravel     | Tatjana Malek    | Andrea Hlaváčková Lucie Hradecká  | 2-6, 4-6 | details |
| 2.               | 2016-01-09 | WTA Brisbane    | hardcourt  | Angelique Kerber | Martina Hingis Sania Mirza        | 5-7, 1-6 | details |

### Gewonnen ITF-toernooien enkelspel

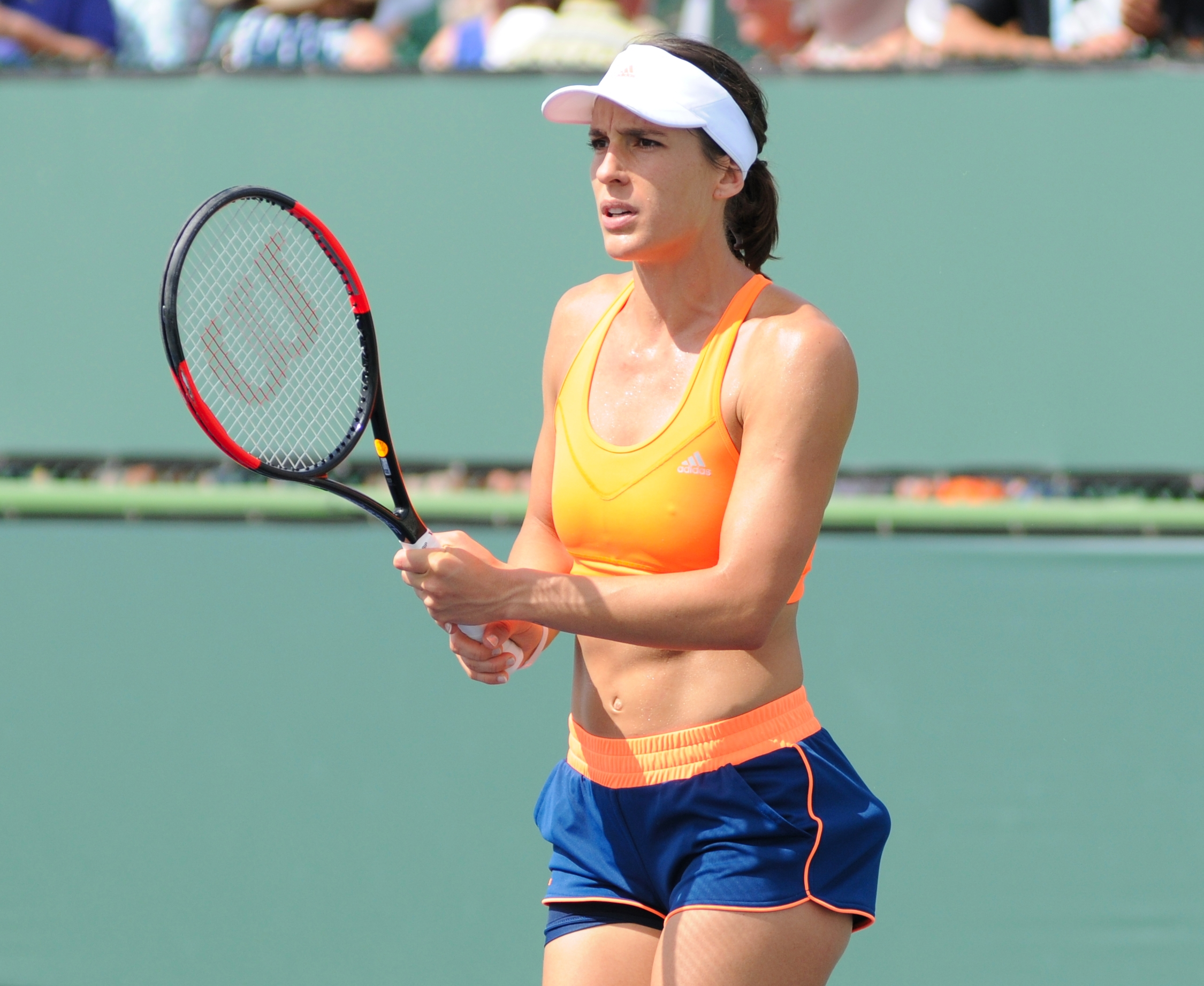
Indian Wells 2017

| nr. | finale     | toernooi            | dotatie  | tegenstandster in finale | score    |
| --- | ---------- | ------------------- | -------- | ------------------------ | -------- |
| 1.  | 2004-05-16 | Antalya             | $10.000  | Katerina Avdiyenko       | 6-3, 6-4 |
| 2.  | 2004-06-20 | Podgorica           | $10.000  | Danica Krstajić          | 6-1, 6-3 |
| 3.  | 2005-06-26 | Davos               | $10.000  | Janette Bejlková         | 6-4, 6-2 |
| 4.  | 2005-09-04 | Alphen aan den Rijn | $10.000  | Eva Pera                 | 7-5, 7-5 |
| 5.  | 2006-09-17 | Sofia               | $25.000  | Simona-Iulia Matei       | 7-5, 7-5 |
| 6.  | 2007-07-22 | Contrexéville       | $50.000  | Ksenia Milevskaya        | 6-2, 6-0 |
| 7.  | 2008-11-02 | Istanbul            | $25.000  | Anna Gerasimou           | 6-2, 6-2 |
| 8.  | 2009-05-10 | Boekarest           | $100.000 | Stefanie Vögele          | 6-3, 6-2 |
| 9.  | 2013-06-09 | Marseille           | $100.000 | Anabel Medina Garrigues  | 6-4, 6-2 |

## Resultaten grandslamtoernooien
| Legenda | Legenda                          |
| ------- | -------------------------------- |
| g.t.    | geen toernooi gehouden           |
| l.c.    | lagere categorie                 |
| –       | niet deelgenomen                 |
| G       | uitgeschakeld in de groepsfase   |
| 1R      | uitgeschakeld in de eerste ronde |
| 2R      | uitgeschakeld in de tweede ronde |
| 3R      | uitgeschakeld in de derde ronde  |
| 4R      | uitgeschakeld in de vierde ronde |
| KF      | uitgeschakeld in de kwartfinale  |
| HF      | uitgeschakeld in de halve finale |
| F       | de finale verloren               |
| W       | het toernooi gewonnen            |
| w-v     | winst/verlies-balans             |

### Enkelspel
| toernooi        | 2007 | 2008 | 2009 | 2010 | 2011 | 2012 | 2013 | 2014 | 2015 | 2016 | 2017 | 2018 | 2019 | 2020 | 2021 |
| --------------- | ---- | ---- | ---- | ---- | ---- | ---- | ---- | ---- | ---- | ---- | ---- | ---- | ---- | ---- | ---- |
| Australian Open | –    | 1R   | 2R   | 2R   | KF   | –    | –    | 1R   | 1R   | 1R   | 2R   | 2R   | 1R   | –    | 1R   |
| Roland Garros   | 2R   | –    | –    | 2R   | KF   | –    | –    | HF   | 3R   | 2R   | 1R   | 3R   | 3R   | 1R   | 1R   |
| Wimbledon       | –    | –    | –    | 1R   | 3R   | –    | 2R   | 3R   | 3R   | 2R   | 1R   | 2R   | 1R   | g.t. | 2R   |
| US Open         | 2R   | –    | 1R   | 4R   | KF   | 1R   | 1R   | 3R   | 3R   | 2R   | 1R   | 1R   | 3R   | –    | 2R   |

### Vrouwendubbelspel
| toernooi        | 2009 | 2010 | 2011 | 2012 | 2013 | 2014 | 2015 | 2016 | 2017 | 2018 | 2019 | 2020 | 2021 |
| --------------- | ---- | ---- | ---- | ---- | ---- | ---- | ---- | ---- | ---- | ---- | ---- | ---- | ---- |
| Australian Open | –    | 1R   | 1R   | –    | –    | 2R   | 1R   | 1R   | KF   | 1R   | 1R   | –    | –    |
| Roland Garros   | –    | 1R   | 3R   | –    | 1R   | 3R   | 1R   | 2R   | 2R   | 1R   | 2R   | 1R   | –    |
| Wimbledon       | 1R   | 1R   | 2R   | –    | 2R   | HF   | 1R   | 1R   | 2R   | 2R   | 1R   | g.t. | –    |
| US Open         | 2R   | 1R   | 2R   | 1R   | 1R   | 1R   | –    | 2R   | 1R   | 1R   | –    | –    | 2R   |